# Coleophora rectilineella
Coleophora rectilineella é uma espécie de mariposa do gênero Coleophora pertencente à família Coleophoridae.